# Nižbor (nádraží)
Nižbor je železniční stanice v severozápadní části obce Nižbor v okrese Beroun v Středočeském kraji nedaleko řeky Berounky. Leží na neelektrizované jednokolejné trati Beroun–Rakovník.

## Historie
Stanice byla vybudována jakožto součást druhé části projektu státní společnosti Rakovnicko-protivínská dráha (RPD) spojující Beroun a Nižbor do Rakovníka, úsek byl zprovozněn 30. dubna 1876. Už 20. prosince 1875 otevřela RPD trať z Protivína (napojení na Dráhu císaře Františka Josefa z Českých Budějovic do Plzně, trať 190) a Písku s železnicí do Prahy, na kterou se dráha napojuje ve Zdicích, kudy od roku 1862 procházela trať České západní dráhy (BWB) spojující Bavorsko, Plzeň a nádraží na Smíchově (Praha-Západní nádraží). Stanice vznikla podle typizovaného stavebního návrhu.
Rakovnicko-Protivínská dráha byla roku 1918 začleněna do sítě ČSD.

## Popis
Nachází se zde dvě jednostranná úrovňová nástupiště, k příchodu na nástupiště slouží přechody přes koleje.